# Чень Янь (плавчиня, 1981)
Чень Янь (27 березня 1981) — китайська плавчиня.
Учасниця Олімпійських Ігор 1996, 2000 років.
Чемпіонка світу з водних видів спорту 1998 року.
Чемпіонка світу з плавання на короткій воді 1997 року.
Призерка Азійських ігор 1998 року.